# Achilles '29 in het seizoen 2013/14
In het seizoen 2013/14 kwam Achilles '29 voor het eerst in haar geschiedenis uit in de Eerste divisie. Achilles was hiermee de eerste amateurclub die de overstap naar het betaald voetbal maakt via de promotieregeling van de Topklasse, waarin het een jaar eerder kampioen werd in de zondagafdeling. Achilles '29 deed dit seizoen in het kader van een tweejarige pilot mee in de Jupiler League. In deze twee jaar kan het niet degraderen, promoveren of meedoen in de play-offs voor promotie.
De eerste officiële wedstrijd van het seizoen werd gespeeld op 3 augustus 2013 tegen FC Emmen en de laatste op 25 april 2014 tegen FC Eindhoven. In de competitie eindigde Achilles als hekkensluiter op de 20e plaats, net als drie jaar eerder in de Topklasse Zondag op zes punten achter FC Oss. In de landelijke KNVB beker stroomde de club in de tweede ronde in en werd het een ronde later uitgeschakeld op bezoek bij AZ (7-0).

## Selectie 2013/14

### Complete selectie
| Nummer          | Nationaliteit                         | Naam                | Contract tot | Geboortedatum    | Geboorteplaats   | Vorige club               | Notitie    |
| --------------- | ------------------------------------- | ------------------- | ------------ | ---------------- | ---------------- | ------------------------- | ---------- |
| Doelverdediging |                                       |                     |              |                  |                  |                           |            |
| 1               | Vlag van Nederland                    | Nick Hengelman      | 30 juni 2014 | 25 november 1989 | Glanerbrug       | Vitesse                   |            |
| 12              | Vlag van Nederland                    | Christian de Haan   | 30 juni 2014 | 18 maart 1984    | Arnhem           | VV De Bataven             |            |
| 15              | Vlag van Nederland                    | Richard Verwoert    | 30 juni 2015 | 14 mei 1992      | Barendrecht      | Achilles '29 2            | [J]        |
| Verdediging     |                                       |                     |              |                  |                  |                           |            |
| 2               | Vlag van Nederland                    | Steven Edwards      | 30 juni 2015 | 15 januari 1991  | Breda            | NAC Breda                 |            |
| 3               | Vlag van Nederland                    | Tim Sanders         | 30 juni 2015 | 6 januari 1986   | Wehl             | SV Hönnepel-Niedermörmter |            |
| 4               | Vlag van Nederland                    | Laurens Rijnbeek    | 30 juni 2014 | 22 mei 1981      | Arnhem           | VV De Bataven             |            |
| 5               | Vlag van Nederland                    | Tim Konings         | 30 juni 2015 | 17 oktober 1985  | Eindhoven        | VV De Bataven             |            |
| 11              | Vlag van Nederland                    | Tim Verhoeven       | 30 juni 2015 | 20 februari 1985 | 's-Hertogenbosch | SV TOP                    | +          |
| 19              | Vlag van Nederland                    | Mark Roebbers       | 30 juni 2014 | 31 januari 1992  | Wijchen          | FC Oss                    |            |
| 21              | Vlag van Nederland                    | Migiel Zeller       | 30 juni 2015 | 18 april 1993    | Nijmegen         | SV Juliana '31            |            |
| 25              | Vlag van Duitsland                    | Tobias Thurau       | 30 juni 2014 | 17 juli 1989     | ?                | SV Siegfried Materborn    | [2]        |
| Middenveld      |                                       |                     |              |                  |                  |                           |            |
| 6               | Vlag van Nederland                    | Kay Thomassen       | 30 juni 2014 | 3 juni 1987      | Nijmegen         | Quick 1888                |            |
| 7               | Vlag van Nederland                    | Daan Paau           | 30 juni 2016 | 11 november 1985 | Heumen           | SV AWC                    |            |
| 8               | Vlag van Nederland                    | Twan Smits          | 30 juni 2015 | 20 december 1985 | Weurt            | SV Juliana '31            | Aanvoerder |
| 13              | Vlag van Nederland                    | Jop van Steen       | 30 juni 2015 | 21 december 1984 | Nijmegen         | RKHVV                     |            |
| 16              | Vlag van Nederland                    | Sam van der Schot   | 30 juni 2014 | 26 juli 1990     | Wijchen          | Achilles '29 2            |            |
| 18              | Vlag van Nederland · Vlag van Turkije | Kürşad Sürmeli      | 30 juni 2015 | 14 augustus 1995 | Nijmegen         | Sportclub N.E.C.          |            |
| 20              | Vlag van Nederland                    | Nicky van de Groes  | 30 juni 2015 | 20 november 1985 | Heumen           | Sportclub N.E.C.          |            |
| 22              | Vlag van Nederland                    | Levi Raja Boean     | 30 juni 2015 | 12 april 1993    | Nijmegen         | N.E.C./FC Oss             |            |
| 23              | Vlag van Nederland                    | Daniël van Straaten | 30 juni 2015 | 25 juli 1985     | Nijmegen         | SV Juliana '31            |            |
| 24              | Vlag van Nederland                    | Rik Schouw          | 30 juni 2014 | 14 maart 1991    | Roosendaal       | Jong PSV                  | [I]        |
| 26              | Vlag van Duitsland                    | Manuel Naß          | 30 juni 2014 | 1 september 1988 | ?                | SV Siegfried Materborn    | [W] [2]    |
| Aanval          |                                       |                     |              |                  |                  |                           |            |
| 9               | Vlag van Nederland                    | Remon van Bochoven  | 30 juni 2014 | 27 april 1989    | Zoetermeer       | Rijnsburgse Boys          |            |
| 10              | Vlag van Nederland                    | Thijs Hendriks      | 30 juni 2015 | 5 februari 1985  | Malden           | N.E.C.                    |            |
| 14              | Vlag van Nederland                    | Frank Hol           | 30 juni 2014 | 17 maart 1988    | Den Haag         | FC Lienden                |            |
| 17              | Vlag van Nederland                    | Freek Thoone        | 30 juni 2015 | 29 juni 1985     | Leunen           | SV Venray                 |            |

[I] - Heeft zich gedurende het seizoen bij Achilles '29 gevoegd
[W] - Heeft Achilles '29 gedurende het seizoen verlaten
[J] - Is afkomstig uit de jeugdafdeling van Achilles '29
[2] - Is eigenlijk onderdeel van Achilles '29 Zondag 2
 - Is de aanvoerder
 + - Is de vice-aanvoerder

## Transfers

### Zomer
| Rugnr. | Naam                | Nation.                               | Positie      | Afkomstig van         |
| ------ | ------------------- | ------------------------------------- | ------------ | --------------------- |
| 9      | 0Remon van Bochoven | Vlag van Nederland                    | Aanvaller    | 0 Rijnsburgse Boys    |
| 2      | 0Steven Edwards     | Vlag van Nederland                    | Verdediger   | 0 NAC Breda           |
| 1      | 0Nick Hengelman     | Vlag van Nederland                    | Doelman      | 0 Vitesse             |
| 26     | 0Manuel Naß         | Vlag van Duitsland                    | Middenvelder | 0 Siegfried Materborn |
| 16     | 0Sam van der Schot  | Vlag van Nederland                    | Middenvelder | 0 Achilles '29 2      |
| 13     | 0Jop van Steen      | Vlag van Nederland                    | Middenvelder | 0 RKHVV               |
| 18     | 0Kürşad Sürmeli     | Vlag van Nederland · Vlag van Turkije | Middenvelder | 0 Sportclub N.E.C.    |
| 6      | 0Kay Thomassen      | Vlag van Nederland                    | Middenvelder | 0 Quick 1888          |
| 25     | 0Tobias Thurau      | Vlag van Duitsland                    | Verdediger   | 0 Siegfried Materborn |
| 21     | 0Migiel Zeller      | Vlag van Nederland                    | Verdediger   | 0 SV Juliana '31      |

| Rugnr. | Naam                | Nation.            | Positie      | Vertrekkend naar       |
| ------ | ------------------- | ------------------ | ------------ | ---------------------- |
| 13     | 0Barry Ditewig      | Vlag van Nederland | Doelman      | 0 SV Spakenburg        |
| 6      | 0Michael Lanting    | Vlag van Nederland | Middenvelder | 0 SV Spakenburg        |
| 15     | 0Chaimil Mormon     | Vlag van Nederland | Verdediger   | 0 VV Alverna           |
| 2      | 0Djimmie van Putten | Vlag van Nederland | Verdediger   | 0 Quick 1888           |
| 9      | 0Ivo Rigter         | Vlag van Nederland | Aanvaller    | 0 Stopt als voetballer |
| 7      | 0Dominique Scholten | Vlag van Nederland | Middenvelder | 0 SV Spakenburg        |
| 21     | 0Rik Sebens         | Vlag van Nederland | Middenvelder | 0 BVC '12              |
| 18     | 0Erwin Stadhouders  | Vlag van Nederland | Verdediger   | 0 NIVO Sparta          |

### Winter
| Rugnr. | Naam        | Nation.            | Positie      | Afkomstig van |
| ------ | ----------- | ------------------ | ------------ | ------------- |
| 24     | 0Rik Schouw | Vlag van Nederland | Middenvelder | 0 Jong PSV    |

| Rugnr. | Naam        | Nation.            | Positie      | Vertrekkend naar    |
| ------ | ----------- | ------------------ | ------------ | ------------------- |
| 26     | 0Manuel Naß | Vlag van Duitsland | Middenvelder | 0 Germania Reusrath |

### Technische staf
| Naam                 | Nation.            | Functie            |
| -------------------- | ------------------ | ------------------ |
| 0François Gesthuizen | Vlag van Nederland | 0Hoofdtrainer      |
| 0Frans Derks         | Vlag van Nederland | 0Assistent-trainer |
| 0Twan Centen         | Vlag van Nederland | 0Keeperstrainer    |
| 0Bart Potjes         | Vlag van Nederland | 0Verzorger         |
| 0Jos Poelen          | Vlag van Nederland | 0Fysiotherapeut    |
| 0Ivo Rigter          | Vlag van Nederland | 0Fysiotherapeut    |
| 0Leon Wijers         | Vlag van Nederland | 0Elftalleider      |
| 0Arno Nillessen      | Vlag van Nederland | 0Materiaalman      |
| 0Vincent Esveld      | Vlag van Nederland | 0Teammanager       |
| 0Stefan Kersten      | Vlag van Nederland | 0Teammanager       |

## Vriendschappelijke wedstrijden
Hieronder staat een overzicht van de vriendschappelijke wedstrijden die Achilles '29 speelde in het seizoen 2013/14. De gescoorde goals worden niet meegeteld in de lijst voor topschutters.

### Voorbereiding seizoen 2013/14
|                        |              |                                                       |                             |                                          |
| 12 juli 2013 19:00 uur | Achilles '29 | 0 - 5 (0 - 5)                                         | Borussia Mönchengladbach II | Stadion: Sportpark De Heikant, Groesbeek |
| 12 juli 2013 19:00 uur |              | 5' Ritter 12' Ritter 13' Michel 29' Michel 45' Ritter |                             | Stadion: Sportpark De Heikant, Groesbeek |
| 12 juli 2013 19:00 uur |              |                                                       |                             | Stadion: Sportpark De Heikant, Groesbeek |
| 12 juli 2013 19:00 uur |              |                                                       |                             | Stadion: Sportpark De Heikant, Groesbeek |
|                        |              |                                                       |                             |                                          |

|                        | |               |                |                                          |
| 16 juli 2013 19:30 uur | Achilles '29                                                                                              | 7 - 1 (4 - 0) | Team Koot Azur | Stadion: Sportpark De Heikant, Groesbeek |
| 16 juli 2013 19:30 uur | Van Steen 10' Gommeren (pen.) 12' Van Steen 20' Van Steen 23' Van Bochoven 57' Van Steen 63' Hendriks 72' |               | 52' Diandi     | Stadion: Sportpark De Heikant, Groesbeek |
| 16 juli 2013 19:30 uur | |               |                | Stadion: Sportpark De Heikant, Groesbeek |
| 16 juli 2013 19:30 uur | |               |                | Stadion: Sportpark De Heikant, Groesbeek |
|                        | |               |                |                                          |

|                        |               |               |                                       |                                          |
| 19 juli 2013 19:00 uur | Achilles '29  | 1 - 3 (0 - 1) | RCD Mallorca                          | Stadion: Sportpark De Heikant, Groesbeek |
| 19 juli 2013 19:00 uur | van Steen 54' |               | 38' Moreno (pen.) 78' Alfaro 88' Nsue | Stadion: Sportpark De Heikant, Groesbeek |
| 19 juli 2013 19:00 uur |               |               |                                       | Stadion: Sportpark De Heikant, Groesbeek |
| 19 juli 2013 19:00 uur |               |               |                                       | Stadion: Sportpark De Heikant, Groesbeek |
|                        |               |               |                                       |                                          |

|                        |              |               |              |                                                 |
| 23 juli 2013 19:30 uur | RKC Waalwijk | 0 - 0 (0 - 0) | Achilles '29 | Stadion: Sportpark De Klokkenberg, Loon op Zand |
| 23 juli 2013 19:30 uur |              |               |              | Stadion: Sportpark De Klokkenberg, Loon op Zand |
| 23 juli 2013 19:30 uur |              |               |              | Stadion: Sportpark De Klokkenberg, Loon op Zand |
| 23 juli 2013 19:30 uur |              |               |              | Stadion: Sportpark De Klokkenberg, Loon op Zand |
|                        |              |               |              |                                                 |

|                        |              |               |                  |                                          |
| 27 juli 2013 19:00 uur | Achilles '29 | 1 - 1 (0 - 0) | Rijnsburgse Boys | Stadion: Sportpark De Heikant, Groesbeek |
| 27 juli 2013 19:00 uur | Konings 65'  |               | 56' De Mooij     | Stadion: Sportpark De Heikant, Groesbeek |
| 27 juli 2013 19:00 uur |              |               |                  | Stadion: Sportpark De Heikant, Groesbeek |
| 27 juli 2013 19:00 uur |              |               |                  | Stadion: Sportpark De Heikant, Groesbeek |
|                        |              |               |                  |                                          |

### Winterstop
|                           |             |               |                   |                                   |
| 11 januari 2014 14:00 uur | FC Oss      | 1 - 1 (0 - 0) | Achilles '29      | Stadion: Frans Heesenstadion, Oss |
| 11 januari 2014 14:00 uur | Philips 90' |               | 61' Thoone (pen.) | Stadion: Frans Heesenstadion, Oss |
| 11 januari 2014 14:00 uur |             |               |                   | Stadion: Frans Heesenstadion, Oss |
| 11 januari 2014 14:00 uur |             |               |                   | Stadion: Frans Heesenstadion, Oss |
|                           |             |               |                   |                                   |

## Eerste divisie

### Stand
Hieronder staat een gedeelte van de eindstand in de Jupiler League in het seizoen 2013/14.
| #   | Club                | GS | W  | G | V  | P  | DV | DT | DS  | Resultaat                |
| --- | ------------------- | -- | -- | - | -- | -- | -- | -- | --- | ------------------------ |
| 16. | 0Sparta Rotterdam + | 38 | 12 | 8 | 18 | 44 | 58 | 51 | 7   | 0Eerste ronde play-offs0 |
| 17. | 0Jong FC Twente     | 38 | 12 | 7 | 19 | 43 | 47 | 61 | −14 | 0Lijfsbehoud0            |
| 18. | 0Almere City FC     | 38 | 11 | 8 | 19 | 41 | 49 | 65 | −16 | 0Lijfsbehoud0            |
| 19. | 0FC Oss             | 38 | 9  | 4 | 25 | 31 | 49 | 78 | −29 | 0Lijfsbehoud0            |
| 20. | 0Achilles '29       | 38 | 6  | 7 | 25 | 25 | 40 | 89 | −49 | 0Lijfsbehoud0            |

+ = Periodekampioen
Hieronder staat de stand en het aantal punten van Achilles '29 per speelronde weergegeven in de Jupiler League in het seizoen 2013/14.
| Speelronde              | 01 | 02 | 03 | 04 | 05 | 06 | 07 | 08 | 09 | 10 | 11 | 12 | 13 | 14 | 15 | 16 | 17 | 18 | 19 | 20 | 21 | 22 | 23 | 24 | 25 | 26 | 27 | 28 | 29 | 30 | 31 | 32 | 33 | 34 | 35 | 36 | 37 | 38 | Eindstand |
| ----------------------- | -- | -- | -- | -- | -- | -- | -- | -- | -- | -- | -- | -- | -- | -- | -- | -- | -- | -- | -- | -- | -- | -- | -- | -- | -- | -- | -- | -- | -- | -- | -- | -- | -- | -- | -- | -- | -- | -- | --------- |
| Punten in de speelronde | 1  | 0  | 0  | 0  | 0  | 3  | 3  | 0  | 0  | 3  | 3  | 0  | 0  | 0  | 0  | 1  | 1  | 0  | 0  | 1  | 0  | 3  | 0  | 1  | 0  | 1  | 0  | 0  | 0  | 0  | 1  | 3  | 0  | 0  | 0  | 0  | 0  | 0  | Eindstand |
| Puntentotaal            | 1  | 1  | 1  | 1  | 1  | 4  | 7  | 7  | 7  | 10 | 13 | 13 | 13 | 13 | 13 | 14 | 15 | 15 | 15 | 16 | 16 | 19 | 19 | 20 | 20 | 21 | 21 | 21 | 21 | 21 | 22 | 25 | 25 | 25 | 25 | 25 | 25 | 25 | 25        |
| Stand                   | 6  | 19 | 19 | 20 | 20 | 20 | 15 | 17 | 18 | 17 | 14 | 15 | 16 | 18 | 19 | 19 | 19 | 19 | 19 | 20 | 20 | 20 | 19 | 19 | 19 | 20 | 19 | 20 | 20 | 20 | 20 | 20 | 20 | 20 | 20 | 20 | 20 | 20 | 20        |

### Programma
Hieronder staat een overzicht van de wedstrijden die Achilles '29 speelde in de Jupiler League in het seizoen 2013/14.
|                             |                                               |               |                                                    |                                                                       |
| 1 3 augustus 2013 18:45 uur | FC Emmen                                      | 2 - 2 (1 - 1) | Achilles '29                                       | Stadion: Stadion Meerdijk, Emmen Scheidsrechter: Karel van den Heuvel |
| 1 3 augustus 2013 18:45 uur | Bannink 18' Metaj 42' De Wit 85' Weghorst 90' | Verslag       | 17' Thoone 30' Paau 62' Thoone 76' Hol 90' Konings | Stadion: Stadion Meerdijk, Emmen Scheidsrechter: Karel van den Heuvel |
| 1 3 augustus 2013 18:45 uur |                                               |               |                                                    | Stadion: Stadion Meerdijk, Emmen Scheidsrechter: Karel van den Heuvel |
| 1 3 augustus 2013 18:45 uur |                                               |               |                                                    | Stadion: Stadion Meerdijk, Emmen Scheidsrechter: Karel van den Heuvel |
|                             |                                               |               |                                                    |                                                                       |

|                              |              |               |                                          |                                                                      |
| 2 10 augustus 2013 18:45 uur | Achilles '29 | 1 - 4 (1 - 2) | FC Dordrecht                             | Stadion: Sportpark De Heikant, Groesbeek Scheidsrechter: Pieter Vink |
| 2 10 augustus 2013 18:45 uur | Hol 34'      | Verslag       | 33' Danso 40' Danso 52' Korte 90' Gladon | Stadion: Sportpark De Heikant, Groesbeek Scheidsrechter: Pieter Vink |
| 2 10 augustus 2013 18:45 uur |              |               |                                          | Stadion: Sportpark De Heikant, Groesbeek Scheidsrechter: Pieter Vink |
| 2 10 augustus 2013 18:45 uur |              |               |                                          | Stadion: Sportpark De Heikant, Groesbeek Scheidsrechter: Pieter Vink |
|                              |              |               |                                          |                                                                      |

|                              |                                                                     |               |                                                               |                                                                       |
| 3 18 augustus 2013 14:30 uur | Achilles '29                                                        | 2 - 3 (2 - 0) | Jong FC Twente                                                | Stadion: Sportpark De Heikant, Groesbeek Scheidsrechter: Rogier Honig |
| 3 18 augustus 2013 14:30 uur | Hol 2' Thoone (pen.) 23' Smits 42' Van Steen 57' Paau 66' Smits 83' | Verslag       | 27' Peters 35' Bijen 69' Yahaya 72' Bijen 76' Peters 86' Born | Stadion: Sportpark De Heikant, Groesbeek Scheidsrechter: Rogier Honig |
| 3 18 augustus 2013 14:30 uur |                                                                     |               |                                                               | Stadion: Sportpark De Heikant, Groesbeek Scheidsrechter: Rogier Honig |
| 3 18 augustus 2013 14:30 uur |                                                                     |               |                                                               | Stadion: Sportpark De Heikant, Groesbeek Scheidsrechter: Rogier Honig |
|                              |                                                                     |               |                                                               |                                                                       |

|                              |                                        |               |                                 |                                                                     |
| 4 24 augustus 2013 18:45 uur | Almere City FC                         | 3 - 1 (0 - 1) | Achilles '29                    | Stadion: Almere City Stadion, Almere Scheidsrechter: Christiaan Bax |
| 4 24 augustus 2013 18:45 uur | Janssen 58' Oost 85' Plet 89' Plet 90' | Verslag       | 10' Paau 62' Thoone 67' Konings | Stadion: Almere City Stadion, Almere Scheidsrechter: Christiaan Bax |
| 4 24 augustus 2013 18:45 uur |                                        |               |                                 | Stadion: Almere City Stadion, Almere Scheidsrechter: Christiaan Bax |
| 4 24 augustus 2013 18:45 uur |                                        |               |                                 | Stadion: Almere City Stadion, Almere Scheidsrechter: Christiaan Bax |
|                              |                                        |               |                                 |                                                                     |

|                              |                                 |               |                                                                                |                                                                          |
| 5 30 augustus 2013 20:00 uur | Achilles '29                    | 2 - 3 (1 - 2) | Helmond Sport                                                                  | Stadion: Sportpark De Heikant, Groesbeek Scheidsrechter: Allard Lindhout |
| 5 30 augustus 2013 20:00 uur | Van Steen 36' Thoone (pen.) 47' | Verslag       | 4' Brouwers 13' Brouwers 33' Justiana 35' Elbers 46' Weuts 65' De Regt 77' Koç | Stadion: Sportpark De Heikant, Groesbeek Scheidsrechter: Allard Lindhout |
| 5 30 augustus 2013 20:00 uur |                                 |               |                                                                                | Stadion: Sportpark De Heikant, Groesbeek Scheidsrechter: Allard Lindhout |
| 5 30 augustus 2013 20:00 uur |                                 |               |                                                                                | Stadion: Sportpark De Heikant, Groesbeek Scheidsrechter: Allard Lindhout |
|                              |                                 |               |                                                                                |                                                                          |

|                              |              |               |                                       |                                                                   |
| 6 2 september 2013 20:00 uur | FC Oss       | 0 - 1 (0 - 0) | Achilles '29                          | Stadion: Frans Heesenstadion, Oss Scheidsrechter: Richard Martens |
| 6 2 september 2013 20:00 uur | Monteiro 70' | Verslag       | 37' Konings 62' Paau 73' Van Straaten | Stadion: Frans Heesenstadion, Oss Scheidsrechter: Richard Martens |
| 6 2 september 2013 20:00 uur |              |               |                                       | Stadion: Frans Heesenstadion, Oss Scheidsrechter: Richard Martens |
| 6 2 september 2013 20:00 uur |              |               |                                       | Stadion: Frans Heesenstadion, Oss Scheidsrechter: Richard Martens |
|                              |              |               |                                       |                                                                   |

|                              |                         |               |                            |                                                                     |
| 7 8 september 2013 14:30 uur | Achilles '29            | 2 - 1 (1 - 0) | Jong Ajax                  | Stadion: Sportpark De Heikant, Groesbeek Scheidsrechter: Edwin Boot |
| 7 8 september 2013 14:30 uur | Hendriks 30' Thoone 74' | Verslag       | 15' Kuipers 89' Castillion | Stadion: Sportpark De Heikant, Groesbeek Scheidsrechter: Edwin Boot |
| 7 8 september 2013 14:30 uur |                         |               |                            | Stadion: Sportpark De Heikant, Groesbeek Scheidsrechter: Edwin Boot |
| 7 8 september 2013 14:30 uur |                         |               |                            | Stadion: Sportpark De Heikant, Groesbeek Scheidsrechter: Edwin Boot |
|                              |                         |               |                            |                                                                     |

|                               |                                                  |               |              |                                                                |
| 8 14 september 2013 16:30 uur | Telstar                                          | 4 - 0 (0 - 0) | Achilles '29 | Stadion: TATA Steelstadion, Velsen Scheidsrechter: Tom Koekoek |
| 8 14 september 2013 16:30 uur | Matusiwa 49' Van Essen 51' Klos 84' Salasiwa 86' | Verslag       |              | Stadion: TATA Steelstadion, Velsen Scheidsrechter: Tom Koekoek |
| 8 14 september 2013 16:30 uur |                                                  |               |              | Stadion: TATA Steelstadion, Velsen Scheidsrechter: Tom Koekoek |
| 8 14 september 2013 16:30 uur |                                                  |               |              | Stadion: TATA Steelstadion, Velsen Scheidsrechter: Tom Koekoek |
|                               |                                                  |               |              |                                                                |

|                               |               |               |                                                 |                                                                            |
| 9 20 september 2013 20:00 uur | Achilles '29  | 0 - 2 (0 - 1) | MVV Maastricht                                  | Stadion: Sportpark De Heikant, Groesbeek Scheidsrechter: Merlijn Gerritsen |
| 9 20 september 2013 20:00 uur | Verhoeven 72' | Verslag       | 38' Ospitatlieri 89' Adnan Šećerović 90' Braken | Stadion: Sportpark De Heikant, Groesbeek Scheidsrechter: Merlijn Gerritsen |
| 9 20 september 2013 20:00 uur |               |               |                                                 | Stadion: Sportpark De Heikant, Groesbeek Scheidsrechter: Merlijn Gerritsen |
| 9 20 september 2013 20:00 uur |               |               |                                                 | Stadion: Sportpark De Heikant, Groesbeek Scheidsrechter: Merlijn Gerritsen |
|                               |               |               |                                                 |                                                                            |

|                                |              |               |                          |                                                                              |
| 10 28 september 2013 16:30 uur | FC Den Bosch | 0 - 2 (0 - 0) | Achilles '29             | Stadion: Stadion De Vliert, 's-Hertogenbosch Scheidsrechter: Allard Lindhout |
| 10 28 september 2013 16:30 uur |              | Verslag       | 70' Van Straaten 80' Hol | Stadion: Stadion De Vliert, 's-Hertogenbosch Scheidsrechter: Allard Lindhout |
| 10 28 september 2013 16:30 uur |              |               |                          | Stadion: Stadion De Vliert, 's-Hertogenbosch Scheidsrechter: Allard Lindhout |
| 10 28 september 2013 16:30 uur |              |               |                          | Stadion: Stadion De Vliert, 's-Hertogenbosch Scheidsrechter: Allard Lindhout |
|                                |              |               |                          |                                                                              |

|                             |                                                                   |               |                                                  |                                                                        |
| 11 6 oktober 2013 14:30 uur | Achilles '29                                                      | 3 - 2 (0 - 2) | Jong PSV                                         | Stadion: Sportpark De Heikant, Groesbeek Scheidsrechter: Siemen Mulder |
| 11 6 oktober 2013 14:30 uur | Hendriks 43' Sürmeli 69' Edwards 76' Thoone (pen.) 86' Thoone 90' | Verslag       | 5' Koch 25' Rayhi 87' Hermannsson 90' Heesakkers | Stadion: Sportpark De Heikant, Groesbeek Scheidsrechter: Siemen Mulder |
| 11 6 oktober 2013 14:30 uur |                                                                   |               |                                                  | Stadion: Sportpark De Heikant, Groesbeek Scheidsrechter: Siemen Mulder |
| 11 6 oktober 2013 14:30 uur |                                                                   |               |                                                  | Stadion: Sportpark De Heikant, Groesbeek Scheidsrechter: Siemen Mulder |
|                             |                                                                   |               |                                                  |                                                                        |

|                              |                  |   |              |                                               |
| 12 13 oktober 2013 14:30 uur | Sparta Rotterdam | - | Achilles '29 | Stadion: Spartastadion Het Kasteel, Rotterdam |
| 12 13 oktober 2013 14:30 uur |                  |   |              | Stadion: Spartastadion Het Kasteel, Rotterdam |
| 12 13 oktober 2013 14:30 uur |                  |   |              | Stadion: Spartastadion Het Kasteel, Rotterdam |
| 12 13 oktober 2013 14:30 uur |                  |   |              | Stadion: Spartastadion Het Kasteel, Rotterdam |
|                              |                  |   |              |                                               |

|                              |                                                 |               |                                                                   |                                                                        |
| 13 20 oktober 2013 14:30 uur | Achilles '29                                    | 1 - 5 (1 - 1) | Willem II                                                         | Stadion: Sportpark De Heikant, Groesbeek Scheidsrechter: Dennis Higler |
| 13 20 oktober 2013 14:30 uur | Van de Groes 10' Hendriks 23' Thoone (pen.) 26' | Verslag       | 1' Boymans 48' Boymans 51' Boymans 58' Andrade 65' Edwards (e.d.) | Stadion: Sportpark De Heikant, Groesbeek Scheidsrechter: Dennis Higler |
| 13 20 oktober 2013 14:30 uur |                                                 |               |                                                                   | Stadion: Sportpark De Heikant, Groesbeek Scheidsrechter: Dennis Higler |
| 13 20 oktober 2013 14:30 uur |                                                 |               |                                                                   | Stadion: Sportpark De Heikant, Groesbeek Scheidsrechter: Dennis Higler |
|                              |                                                 |               |                                                                   |                                                                        |

|                              |                                           |               |                                    |                                                                   |
| 14 26 oktober 2013 18:45 uur | Fortuna Sittard                           | 2 - 1 (1 - 1) | Achilles '29                       | Stadion: Trendwork Arena, Sittard Scheidsrechter: Richard Martens |
| 14 26 oktober 2013 18:45 uur | Amoah 18' Nepomuceno 24' Kis 67' Vlug 82' | Verslag       | 7' Rijnbeek 21' Thoone 60' Edwards | Stadion: Trendwork Arena, Sittard Scheidsrechter: Richard Martens |
| 14 26 oktober 2013 18:45 uur |                                           |               |                                    | Stadion: Trendwork Arena, Sittard Scheidsrechter: Richard Martens |
| 14 26 oktober 2013 18:45 uur |                                           |               |                                    | Stadion: Trendwork Arena, Sittard Scheidsrechter: Richard Martens |
|                              |                                           |               |                                    |                                                                   |

|                              |                           |               |                                       |                                                                         |
| 15 2 november 2013 18:45 uur | Achilles '29              | 0 - 2 (0 - 1) | FC Volendam                           | Stadion: Sportpark De Heikant, Groesbeek Scheidsrechter: Bart Vertenten |
| 15 2 november 2013 18:45 uur | Sürmeli 40' Thomassen 80' | Verslag       | 25' Marengo 29' Coster 84' Wattamaleo | Stadion: Sportpark De Heikant, Groesbeek Scheidsrechter: Bart Vertenten |
| 15 2 november 2013 18:45 uur |                           |               |                                       | Stadion: Sportpark De Heikant, Groesbeek Scheidsrechter: Bart Vertenten |
| 15 2 november 2013 18:45 uur |                           |               |                                       | Stadion: Sportpark De Heikant, Groesbeek Scheidsrechter: Bart Vertenten |
|                              |                           |               |                                       |                                                                         |

|                              |                                 |               |                         |                                                                                   |
| 12 5 november 2013 20:00 uur | Sparta Rotterdam                | 1 - 0 (1 - 0) | Achilles '29            | Stadion: Spartastadion Het Kasteel, Rotterdam Scheidsrechter: Reinold Wiedemeijer |
| 12 5 november 2013 20:00 uur | El Hassnaoui 33' De Nooijer 90' | Verslag       | 48' Zeller 62' Hendriks | Stadion: Spartastadion Het Kasteel, Rotterdam Scheidsrechter: Reinold Wiedemeijer |
| 12 5 november 2013 20:00 uur |                                 |               |                         | Stadion: Spartastadion Het Kasteel, Rotterdam Scheidsrechter: Reinold Wiedemeijer |
| 12 5 november 2013 20:00 uur |                                 |               |                         | Stadion: Spartastadion Het Kasteel, Rotterdam Scheidsrechter: Reinold Wiedemeijer |
|                              |                                 |               |                         |                                                                                   |

|                              |                                           |               |                                           |                                                                        |
| 16 9 november 2013 18:45 uur | FC Eindhoven                              | 3 - 1 (3 - 0) | Achilles '29                              | Stadion: Jan Louwersstadion, Eindhoven Scheidsrechter: Jeroen Manschot |
| 16 9 november 2013 18:45 uur | Nieveld 25' Deschilder 28' Bourdouxhe 45' | Verslag       | 29' Raja Boean 71' Smits 72' Van Straaten | Stadion: Jan Louwersstadion, Eindhoven Scheidsrechter: Jeroen Manschot |
| 16 9 november 2013 18:45 uur |                                           |               |                                           | Stadion: Jan Louwersstadion, Eindhoven Scheidsrechter: Jeroen Manschot |
| 16 9 november 2013 18:45 uur |                                           |               |                                           | Stadion: Jan Louwersstadion, Eindhoven Scheidsrechter: Jeroen Manschot |
|                              |                                           |               |                                           |                                                                        |

|                               |                                                                           |               |                                                           |                                                                         |
| 17 16 november 2013 18:45 uur | De Graafschap                                                             | 2 - 2 (1 - 1) | Achilles '29                                              | Stadion: Stadion De Vijverberg, Doetinchem Scheidsrechter: Martin Pérez |
| 17 16 november 2013 18:45 uur | Jansen (pen.) 3' Jansen 20' Kabasele 84' Maertzdorf 85' Van de Pavert 90' | Verslag       | 2' Hengelman 19' Sanders 36' Raja Boean 90' Thoone (pen.) | Stadion: Stadion De Vijverberg, Doetinchem Scheidsrechter: Martin Pérez |
| 17 16 november 2013 18:45 uur |                                                                           |               |                                                           | Stadion: Stadion De Vijverberg, Doetinchem Scheidsrechter: Martin Pérez |
| 17 16 november 2013 18:45 uur |                                                                           |               |                                                           | Stadion: Stadion De Vijverberg, Doetinchem Scheidsrechter: Martin Pérez |
|                               |                                                                           |               |                                                           |                                                                         |

|                               |              |         |               |                                                                         |
| 18 22 november 2013 20:00 uur | Achilles '29 | 0 - 0   | SBV Excelsior | Stadion: Sportpark De Heikant, Groesbeek Scheidsrechter: Jeroen Sanders |
| 18 22 november 2013 20:00 uur | Edwards 50'  | Verslag | 83' Vermeulen | Stadion: Sportpark De Heikant, Groesbeek Scheidsrechter: Jeroen Sanders |
| 18 22 november 2013 20:00 uur |              |         |               | Stadion: Sportpark De Heikant, Groesbeek Scheidsrechter: Jeroen Sanders |
| 18 22 november 2013 20:00 uur |              |         |               | Stadion: Sportpark De Heikant, Groesbeek Scheidsrechter: Jeroen Sanders |
|                               |              |         |               |                                                                         |

|                               |                                                  |               |                             |                                                               |
| 19 30 november 2013 18:45 uur | VVV-Venlo                                        | 2 - 0 (1 - 0) | Achilles '29                | Stadion: Stadion De Koel, Venlo Scheidsrechter: Siemen Mulder |
| 19 30 november 2013 18:45 uur | Wolters 24' Reimerink 53' Wolters 59' Sevinç 68' | Verslag       | 64' Verhoeven 88' Thomassen | Stadion: Stadion De Koel, Venlo Scheidsrechter: Siemen Mulder |
| 19 30 november 2013 18:45 uur |                                                  |               |                             | Stadion: Stadion De Koel, Venlo Scheidsrechter: Siemen Mulder |
| 19 30 november 2013 18:45 uur |                                                  |               |                             | Stadion: Stadion De Koel, Venlo Scheidsrechter: Siemen Mulder |
|                               |                                                  |               |                             |                                                               |

|                              |                                            |               |                                                               |                                                                          |
| 20 8 december 2013 14:30 uur | Achilles '29                               | 1 - 4 (1 - 1) | FC Oss                                                        | Stadion: Sportpark De Heikant, Groesbeek Scheidsrechter: Richard Martens |
| 20 8 december 2013 14:30 uur | Thomassen 18' Van Bochoven 45' Edwards 52' | Verslag       | 16' Jansen 28' Maletić 66' Van de Sande 90' Opoku 90' Philips | Stadion: Sportpark De Heikant, Groesbeek Scheidsrechter: Richard Martens |
| 20 8 december 2013 14:30 uur |                                            |               |                                                               | Stadion: Sportpark De Heikant, Groesbeek Scheidsrechter: Richard Martens |
| 20 8 december 2013 14:30 uur |                                            |               |                                                               | Stadion: Sportpark De Heikant, Groesbeek Scheidsrechter: Richard Martens |
|                              |                                            |               |                                                               |                                                                          |

|                               |                                                |               |                                                                        |                                                                     |
| 21 14 december 2013 16:30 uur | Helmond Sport                                  | 3 - 3 (1 - 2) | Achilles '29                                                           | Stadion: Lavans Stadion, Helmond Scheidsrechter: Bram van Driessche |
| 21 14 december 2013 16:30 uur | Elbers 19' Brouwers 59' Brouwers 61' Weuts 86' | Verslag       | 26' Hol 32' Raja Boean 36' Van Bochoven 67' Van Bochoven 68' Thomassen | Stadion: Lavans Stadion, Helmond Scheidsrechter: Bram van Driessche |
| 21 14 december 2013 16:30 uur |                                                |               |                                                                        | Stadion: Lavans Stadion, Helmond Scheidsrechter: Bram van Driessche |
| 21 14 december 2013 16:30 uur |                                                |               |                                                                        | Stadion: Lavans Stadion, Helmond Scheidsrechter: Bram van Driessche |
|                               |                                                |               |                                                                        |                                                                     |

|                               |                                                                        |               |                                     |                                                                  |
| 22 21 december 2013 18:45 uur | Jong FC Twente                                                         | 4 - 0 (1 - 0) | Achilles '29                        | Stadion: De Grolsch Veste, Enschede Scheidsrechter: Rogier Honig |
| 22 21 december 2013 18:45 uur | Zschusschen 21' Zschusschen 53' Daniëls 70' Hölscher 82' Pelupessy 86' | Verslag       | 25' Thoone 54' Edwards 55' Rijnbeek | Stadion: De Grolsch Veste, Enschede Scheidsrechter: Rogier Honig |
| 22 21 december 2013 18:45 uur |                                                                        |               |                                     | Stadion: De Grolsch Veste, Enschede Scheidsrechter: Rogier Honig |
| 22 21 december 2013 18:45 uur |                                                                        |               |                                     | Stadion: De Grolsch Veste, Enschede Scheidsrechter: Rogier Honig |
|                               |                                                                        |               |                                     |                                                                  |

|                              |                                                                    |               |                                                                      |                                                                          |
| 23 18 januari 2014 18:45 uur | Achilles '29                                                       | 2 - 1 (1 - 0) | Almere City FC                                                       | Stadion: Sportpark De Heikant, Groesbeek Scheidsrechter: Richard Martens |
| 23 18 januari 2014 18:45 uur | Edwards 32' Van Bochoven 42' Thoone 60' Rijnbeek 70' Van Steen 74' | Verslag       | 14' S. Nieuwpoort 31' S. Nieuwpoort 41' Serrarens 71' Dissels (pen.) | Stadion: Sportpark De Heikant, Groesbeek Scheidsrechter: Richard Martens |
| 23 18 januari 2014 18:45 uur |                                                                    |               |                                                                      | Stadion: Sportpark De Heikant, Groesbeek Scheidsrechter: Richard Martens |
| 23 18 januari 2014 18:45 uur |                                                                    |               |                                                                      | Stadion: Sportpark De Heikant, Groesbeek Scheidsrechter: Richard Martens |
|                              |                                                                    |               |                                                                      |                                                                          |

|                              |                                                                     |               |                                                      |                                                                     |
| 24 25 januari 2014 16:30 uur | FC Dordrecht                                                        | 4 - 2 (3 - 0) | Achilles '29                                         | Stadion: GN Bouw Stadion, Dordrecht Scheidsrechter: Jeroen Manschot |
| 24 25 januari 2014 16:30 uur | Van Nieff 4' Van Nieff 18' Danso 19' Haddad 52' Danso 66' Danso 67' | Verslag       | 15' Edwards 54' Zeller 58' Hendriks 66' Van Bochoven | Stadion: GN Bouw Stadion, Dordrecht Scheidsrechter: Jeroen Manschot |
| 24 25 januari 2014 16:30 uur |                                                                     |               |                                                      | Stadion: GN Bouw Stadion, Dordrecht Scheidsrechter: Jeroen Manschot |
| 24 25 januari 2014 16:30 uur |                                                                     |               |                                                      | Stadion: GN Bouw Stadion, Dordrecht Scheidsrechter: Jeroen Manschot |
|                              |                                                                     |               |                                                      |                                                                     |

|                              |                             |         |                  |                                                                    |
| 25 1 februari 2014 18:45 uur | Achilles '29                | 0 - 0   | FC Emmen         | Stadion: Sportpark De Heikant, Groesbeek Scheidsrechter: Davy Otto |
| 25 1 februari 2014 18:45 uur | Van de Groes 18' Schouw 73' | Verslag | 9' Elson Almeida | Stadion: Sportpark De Heikant, Groesbeek Scheidsrechter: Davy Otto |
| 25 1 februari 2014 18:45 uur |                             |         |                  | Stadion: Sportpark De Heikant, Groesbeek Scheidsrechter: Davy Otto |
| 25 1 februari 2014 18:45 uur |                             |         |                  | Stadion: Sportpark De Heikant, Groesbeek Scheidsrechter: Davy Otto |
|                              |                             |         |                  |                                                                    |

|                              |                                                        |               |                                    |                                                                             |
| 26 8 februari 2014 16:30 uur | Willem II                                              | 3 - 2 (2 - 2) | Achilles '29                       | Stadion: Koning Willem II-stadion, Tilburg Scheidsrechter: Richard Liesveld |
| 26 8 februari 2014 16:30 uur | Heymans 4' Ondaan 14' Boymans 69' Ondaan 76' Ippel 89' | Verslag       | 6' Hol 39' Van Bochoven 53' Schouw | Stadion: Koning Willem II-stadion, Tilburg Scheidsrechter: Richard Liesveld |
| 26 8 februari 2014 16:30 uur |                                                        |               |                                    | Stadion: Koning Willem II-stadion, Tilburg Scheidsrechter: Richard Liesveld |
| 26 8 februari 2014 16:30 uur |                                                        |               |                                    | Stadion: Koning Willem II-stadion, Tilburg Scheidsrechter: Richard Liesveld |
|                              |                                                        |               |                                    |                                                                             |

|                               |              |       |                 |                                                                     |
| 27 14 februari 2014 20:00 uur | Achilles '29 | 0 - 0 | Fortuna Sittard | Stadion: Sportpark De Heikant, Groesbeek Scheidsrechter: Edwin Boot |
| 27 14 februari 2014 20:00 uur | Verslag      |       |                 | Stadion: Sportpark De Heikant, Groesbeek Scheidsrechter: Edwin Boot |
| 27 14 februari 2014 20:00 uur |              |       |                 | Stadion: Sportpark De Heikant, Groesbeek Scheidsrechter: Edwin Boot |
| 27 14 februari 2014 20:00 uur |              |       |                 | Stadion: Sportpark De Heikant, Groesbeek Scheidsrechter: Edwin Boot |
|                               |              |       |                 |                                                                     |

|                               |                                                   |               |                                                          |                                                                          |
| 28 23 februari 2014 14:30 uur | Achilles '29                                      | 1 - 4 (0 - 2) | De Graafschap                                            | Stadion: Sportpark De Heikant, Groesbeek Scheidsrechter: Allard Lindhout |
| 28 23 februari 2014 14:30 uur | Edwards 41' Van Bochoven 57' Smits 73' Schouw 82' | Verslag       | 1' Vincken 39' Lazić 58' Breinburg 68' Koolhof 83' Darri | Stadion: Sportpark De Heikant, Groesbeek Scheidsrechter: Allard Lindhout |
| 28 23 februari 2014 14:30 uur |                                                   |               |                                                          | Stadion: Sportpark De Heikant, Groesbeek Scheidsrechter: Allard Lindhout |
| 28 23 februari 2014 14:30 uur |                                                   |               |                                                          | Stadion: Sportpark De Heikant, Groesbeek Scheidsrechter: Allard Lindhout |
|                               |                                                   |               |                                                          |                                                                          |

|                           |                                  |               |                         |                                                                       |
| 29 1 maart 2014 18:45 uur | SBV Excelsior                    | 3 - 0 (1 - 0) | Achilles '29            | Stadion: Stadion Woudestein, Rotterdam Scheidsrechter: Jeroen Sanders |
| 29 1 maart 2014 18:45 uur | Veldwijk 20' Botaka 74' Blij 90' | Verslag       | 33' Rijnbeek 37' Thoone | Stadion: Stadion Woudestein, Rotterdam Scheidsrechter: Jeroen Sanders |
| 29 1 maart 2014 18:45 uur |                                  |               |                         | Stadion: Stadion Woudestein, Rotterdam Scheidsrechter: Jeroen Sanders |
| 29 1 maart 2014 18:45 uur |                                  |               |                         | Stadion: Stadion Woudestein, Rotterdam Scheidsrechter: Jeroen Sanders |
|                           |                                  |               |                         |                                                                       |

|                           |              |               |                                                                |                                                                       |
| 30 9 maart 2014 14:30 uur | Achilles '29 | 0 - 3 (0 - 3) | VVV-Venlo                                                      | Stadion: Sportpark De Heikant, Groesbeek Scheidsrechter: Martin Pérez |
| 30 9 maart 2014 14:30 uur | Sürmeli 84'  | Verslag       | 16' De Kogel (pen.) 20' Post 34' Gijzen 45' Altheer 88' Respen | Stadion: Sportpark De Heikant, Groesbeek Scheidsrechter: Martin Pérez |
| 30 9 maart 2014 14:30 uur |              |               |                                                                | Stadion: Sportpark De Heikant, Groesbeek Scheidsrechter: Martin Pérez |
| 30 9 maart 2014 14:30 uur |              |               |                                                                | Stadion: Sportpark De Heikant, Groesbeek Scheidsrechter: Martin Pérez |
|                           |              |               |                                                                |                                                                       |

|                            |                                   |               |                        |                                                                          |
| 31 16 maart 2014 14:30 uur | Jong Ajax                         | 2 - 1 (0 - 0) | Achilles '29           | Stadion: Sportpark De Toekomst, Amsterdam Scheidsrechter: Christiaan Bax |
| 31 16 maart 2014 14:30 uur | Meleg 61' Andersen 71' Keskin 89' | Verslag       | 54' Hendriks 71' Smits | Stadion: Sportpark De Toekomst, Amsterdam Scheidsrechter: Christiaan Bax |
| 31 16 maart 2014 14:30 uur |                                   |               |                        | Stadion: Sportpark De Toekomst, Amsterdam Scheidsrechter: Christiaan Bax |
| 31 16 maart 2014 14:30 uur |                                   |               |                        | Stadion: Sportpark De Toekomst, Amsterdam Scheidsrechter: Christiaan Bax |
|                            |                                   |               |                        |                                                                          |

|                            |                                            |               |                            |                                                                            |
| 32 21 maart 2014 20:00 uur | Achilles '29                               | 1 - 1 (0 - 0) | Sparta Rotterdam           | Stadion: Sportpark De Heikant, Groesbeek Scheidsrechter: Merlijn Gerritsen |
| 32 21 maart 2014 20:00 uur | Rik Schouw 59' Van de Groes 76' Zeller 77' | Verslag       | 61' Olijfveld 90' Boukhari | Stadion: Sportpark De Heikant, Groesbeek Scheidsrechter: Merlijn Gerritsen |
| 32 21 maart 2014 20:00 uur |                                            |               |                            | Stadion: Sportpark De Heikant, Groesbeek Scheidsrechter: Merlijn Gerritsen |
| 32 21 maart 2014 20:00 uur |                                            |               |                            | Stadion: Sportpark De Heikant, Groesbeek Scheidsrechter: Merlijn Gerritsen |
|                            |                                            |               |                            |                                                                            |

|                            |              |               |                                |                                                                     |
| 33 30 maart 2014 14:30 uur | Achilles '29 | 1 - 0 (0 - 0) | Telstar                        | Stadion: Sportpark De Heikant, Groesbeek Scheidsrechter: Edwin Boot |
| 33 30 maart 2014 14:30 uur | Hendriks 58' | Verslag       | 33' Kok 62' Correia 90' Kulhan | Stadion: Sportpark De Heikant, Groesbeek Scheidsrechter: Edwin Boot |
| 33 30 maart 2014 14:30 uur |              |               |                                | Stadion: Sportpark De Heikant, Groesbeek Scheidsrechter: Edwin Boot |
| 33 30 maart 2014 14:30 uur |              |               |                                | Stadion: Sportpark De Heikant, Groesbeek Scheidsrechter: Edwin Boot |
|                            |              |               |                                |                                                                     |

|                           |                                    |               |              |                                                               |
| 34 5 april 2014 16:30 uur | MVV Maastricht                     | 3 - 0 (1 - 0) | Achilles '29 | Stadion: De Geusselt, Maastricht Scheidsrechter: Martin Pérez |
| 34 5 april 2014 16:30 uur | Veldmate 27' Braken 63' Smeets 85' | Verslag       | 39' Smits    | Stadion: De Geusselt, Maastricht Scheidsrechter: Martin Pérez |
| 34 5 april 2014 16:30 uur |                                    |               |              | Stadion: De Geusselt, Maastricht Scheidsrechter: Martin Pérez |
| 34 5 april 2014 16:30 uur |                                    |               |              | Stadion: De Geusselt, Maastricht Scheidsrechter: Martin Pérez |
|                           |                                    |               |              |                                                               |

|                            |                                                                         |               |                                                         |                                                                      |
| 35 13 april 2014 14:30 uur | Achilles '29                                                            | 2 - 4 (0 - 3) | FC Den Bosch                                            | Stadion: Sportpark De Heikant, Groesbeek Scheidsrechter: Erwin Blank |
| 35 13 april 2014 14:30 uur | Edwards 33' Zeller 38' Steven Edwards 53' Hol 54' Hol 68' Van Steen 82' | Verslag       | 8' Quekel 39' Boddaert 42' Maguire 45' Quekel 90' Kılıç | Stadion: Sportpark De Heikant, Groesbeek Scheidsrechter: Erwin Blank |
| 35 13 april 2014 14:30 uur |                                                                         |               |                                                         | Stadion: Sportpark De Heikant, Groesbeek Scheidsrechter: Erwin Blank |
| 35 13 april 2014 14:30 uur |                                                                         |               |                                                         | Stadion: Sportpark De Heikant, Groesbeek Scheidsrechter: Erwin Blank |
|                            |                                                                         |               |                                                         |                                                                      |

|                            |                         |               |                                                     |                                                                     |
| 36 18 april 2014 20:00 uur | Jong PSV                | 2 - 1 (1 - 1) | Achilles '29                                        | Stadion: Philips Stadion, Eindhoven Scheidsrechter: Erik Lambrechts |
| 36 18 april 2014 20:00 uur | Rayhi 38' Wijnaldum 72' | Verslag       | 10' Raja Boean 45' Hol 61' Raja Boean 72' Hengelman | Stadion: Philips Stadion, Eindhoven Scheidsrechter: Erik Lambrechts |
| 36 18 april 2014 20:00 uur |                         |               |                                                     | Stadion: Philips Stadion, Eindhoven Scheidsrechter: Erik Lambrechts |
| 36 18 april 2014 20:00 uur |                         |               |                                                     | Stadion: Philips Stadion, Eindhoven Scheidsrechter: Erik Lambrechts |
|                            |                         |               |                                                     |                                                                     |

|                            |                                                                |               |              |                                                             |
| 37 21 april 2014 14:30 uur | FC Volendam                                                    | 5 - 1 (1 - 0) | Achilles '29 | Stadion: Krasstadion, Volendam Scheidsrechter: Rogier Honig |
| 37 21 april 2014 14:30 uur | Laghmouchi 44' Veerman 72' Veerman 76' Veerman 80' Veerman 82' | Verslag       | 53' Hendriks | Stadion: Krasstadion, Volendam Scheidsrechter: Rogier Honig |
| 37 21 april 2014 14:30 uur |                                                                |               |              | Stadion: Krasstadion, Volendam Scheidsrechter: Rogier Honig |
| 37 21 april 2014 14:30 uur |                                                                |               |              | Stadion: Krasstadion, Volendam Scheidsrechter: Rogier Honig |
|                            |                                                                |               |              |                                                             |

|                            |                 |               |                             |                                                                          |
| 38 25 april 2014 20:00 uur | Achilles '29    | 1 - 2 (1 - 1) | FC Eindhoven                | Stadion: Sportpark De Heikant, Groesbeek Scheidsrechter: Allard Lindhout |
| 38 25 april 2014 20:00 uur | Hol 39' Hol 87' | Verslag       | 24' De Groot 85' Deschilder | Stadion: Sportpark De Heikant, Groesbeek Scheidsrechter: Allard Lindhout |
| 38 25 april 2014 20:00 uur |                 |               |                             | Stadion: Sportpark De Heikant, Groesbeek Scheidsrechter: Allard Lindhout |
| 38 25 april 2014 20:00 uur |                 |               |                             | Stadion: Sportpark De Heikant, Groesbeek Scheidsrechter: Allard Lindhout |
|                            |                 |               |                             |                                                                          |

## KNVB beker
Hieronder staat een overzicht van de wedstrijden die Achilles '29 speelde in de KNVB beker in het seizoen 2013/14.
|                                       |                                                                               |               |                                      |                                                                          |
| 2de ronde 24 september 2013 20:00 uur | Achilles '29                                                                  | 5 - 1 (2 - 0) | HSC '21                              | Stadion: Sportpark De Heikant, Groesbeek Scheidsrechter: Jeroen Manschot |
| 2de ronde 24 september 2013 20:00 uur | Thoone 13' Smits 32' Raja Boean 67' Van Straaten 81' Hol 86' Van Straaten 90' | Verslag       | 39' Bokkerink 52' Goorman 76' Ottink | Stadion: Sportpark De Heikant, Groesbeek Scheidsrechter: Jeroen Manschot |
| 2de ronde 24 september 2013 20:00 uur |                                                                               |               |                                      | Stadion: Sportpark De Heikant, Groesbeek Scheidsrechter: Jeroen Manschot |
| 2de ronde 24 september 2013 20:00 uur |                                                                               |               |                                      | Stadion: Sportpark De Heikant, Groesbeek Scheidsrechter: Jeroen Manschot |
|                                       |                                                                               |               |                                      |                                                                          |

|                                     |                                                                                |               |              |                                                                 |
| 3de ronde 30 oktober 2013 19:00 uur | AZ                                                                             | 7 - 0 (4 - 0) | Achilles '29 | Stadion: AFAS Stadion, Alkmaar Scheidsrechter: Richard Liesveld |
| 3de ronde 30 oktober 2013 19:00 uur | Avdić 4' Haps 23' Gouweleeuw 30' Avdić 33' Lewis 46' Lewis 56' Van Overeem 88' | Verslag       | 78' Hendriks | Stadion: AFAS Stadion, Alkmaar Scheidsrechter: Richard Liesveld |
| 3de ronde 30 oktober 2013 19:00 uur |                                                                                |               |              | Stadion: AFAS Stadion, Alkmaar Scheidsrechter: Richard Liesveld |
| 3de ronde 30 oktober 2013 19:00 uur |                                                                                |               |              | Stadion: AFAS Stadion, Alkmaar Scheidsrechter: Richard Liesveld |
|                                     |                                                                                |               |              |                                                                 |

## Statistieken

### Topscorers
Hieronder staan de topscorers per 25 april 2014. Bij een gelijke stand in het totaal aantal gescoorde doelpunten wordt er eerst op competitietreffers gesorteerd, daarna op bekerdoelpunten en indien nodig op achternaam (alfabetisch).
| #      | Naam                 | Jupiler League | KNVB beker | Totaal |
| ------ | -------------------- | -------------- | ---------- | ------ |
| 1      | 0Frank Hol           | 10             | 1          | 11     |
| 2      | 0Freek Thoone        | 9              | 1          | 10     |
| 3      | 0Remon van Bochoven  | 6              | 0          | 6      |
| 4      | 0Thijs Hendriks      | 5              | 0          | 5      |
| 5      | 0Daniël van Straaten | 3              | 1          | 4      |
| 6      | 0Jop van Steen       | 3              | 0          | 3      |
| 7      | 0Levi Raja Boean     | 1              | 1          | 2      |
| 8      | 0Steven Edwards      | 1              | 0          | 1      |
| 8      | 0Daan Paau           | 1              | 0          | 1      |
| 8      | 0Kürşad Sürmeli      | 1              | 0          | 1      |
| 8      | 0Migiel Zeller       | 1              | 0          | 1      |
| 8      | 0Twan Smits          | 0              | 1          | 1      |
| Totaal | Totaal               | 40             | 5          | 45     |

### Assists
Hieronder staan de spelers opgesomd die per 25 april 2014 de meeste assists gegeven hebben. Indien er een gelijke stand is, wordt er op eenzelfde manier gesorteerd als beschreven bij de lijst van doelpuntenmakers.
| #      | Naam                 | Jupiler League | KNVB beker | Totaal |
| ------ | -------------------- | -------------- | ---------- | ------ |
| 1      | 0Thijs Hendriks      | 8              | 4          | 12     |
| 2      | 0Freek Thoone        | 7              | 0          | 7      |
| 3      | 0Frank Hol           | 3              | 0          | 3      |
| 4      | 0Levi Raja Boean     | 2              | 0          | 2      |
| 5      | 0Steven Edwards      | 1              | 0          | 1      |
| 5      | 0Nicky van de Groes  | 1              | 0          | 1      |
| 5      | 0Daan Paau           | 1              | 0          | 1      |
| 5      | 0Rik Schouw          | 1              | 0          | 1      |
| 5      | 0Jop van Steen       | 1              | 0          | 1      |
| 5      | 0Daniël van Straaten | 1              | 0          | 1      |
| 5      | 0Kürşad Sürmeli      | 1              | 0          | 1      |
| 5      | 0Tim Verhoeven       | 1              | 0          | 1      |
| Totaal | Totaal               | 28             | 4          | 32     |

### Wedstrijden
Hieronder staat het aantal wedstrijden in alle competities per speler per 25 april 2014. Indien er een gelijke stand is in het totaal aantal gespeelde wedstrijden wordt dezelfde volgorde gebruikt als bij de topscorerslijst, waarbij basisplaatsen vóór invalbeurten tellen.
| #  | Naam                 | Jupiler League | Jupiler League | KNVB beker | KNVB beker | Totaal | Totaal |
| #  | Naam                 | Goal           |                | Goal       |            | Goal   |        |
| -- | -------------------- | -------------- | -------------- | ---------- | ---------- | ------ | ------ |
| 1  | 0Tim Verhoeven       | 37             | 0              | 2          | 0          | 39     | 0      |
| 1  | 0Frank Hol           | 37             | 14             | 2          | 0          | 39     | 14     |
| 3  | 0Freek Thoone        | 36             | 0              | 2          | 0          | 38     | 0      |
| 4  | 0Thijs Hendriks      | 35             | 1              | 2          | 0          | 37     | 1      |
| 5  | 0Remon van Bochoven  | 35             | 15             | 2          | 2          | 37     | 17     |
| 6  | 0Steven Edwards      | 33             | 4              | 1          | 0          | 34     | 4      |
| 7  | 0Jop van Steen       | 32             | 7              | 1          | 0          | 33     | 7      |
| 8  | 0Levi Raja Boean     | 30             | 8              | 2          | 1          | 32     | 9      |
| 9  | 0Laurens Rijnbeek    | 27             | 1              | 1          | 0          | 28     | 1      |
| 10 | 0Nick Hengelman      | 26             | 0              | 0          | 0          | 26     | 0      |
| 11 | 0Migiel Zeller       | 24             | 3              | 1          | 0          | 25     | 3      |
| 11 | 0Twan Smits          | 24             | 5              | 1          | 0          | 25     | 5      |
| 13 | 0Kürşad Sürmeli      | 23             | 11             | 1          | 0          | 24     | 11     |
| 14 | 0Daniël van Straaten | 18             | 4              | 2          | 0          | 20     | 4      |
| 15 | 0Tim Sanders         | 15             | 0              | 1          | 0          | 16     | 0      |
| 16 | 0Christian de Haan   | 12             | 0              | 2          | 0          | 14     | 0      |
| 16 | 0Nicky van de Groes  | 14             | 1              | 1          | 0          | 15     | 1      |
| 18 | 0Kay Thomassen       | 10             | 4              | 2          | 1          | 12     | 5      |
| 19 | 0Daan Paau           | 10             | 0              | 1          | 0          | 11     | 0      |
| 19 | 0Rik Schouw          | 11             | 0              | 0          | 0          | 11     | 0      |
| 21 | 0Tim Konings         | 10             | 3              | 0          | 0          | 10     | 3      |
| 22 | 0Sam van der Schot   | 3              | 3              | 0          | 0          | 3      | 3      |
| 23 | 0Tobias Thurau       | 2              | 2              | 0          | 0          | 2      | 2      |
| 23 | 0Manuel Naß          | 1              | 1              | 1          | 1          | 2      | 2      |
| 25 | 0Mark Roebbers       | 1              | 1              | 0          | 0          | 1      | 1      |

### Kaarten
Hieronder staan de spelers die bestraft zijn met kaarten. De gegevens zijn per 25 april 2014. Indien er een gelijke stand is in het totaal aantal kaarten wordt er gesorteerd op het aantal rode kaarten, anders wordt dezelfde volgorde gebruikt als genoemd bij de topscorerslijst. Het getal tussen haakjes is het aantal rode kaarten door een tweede gele kaart,
| #      | Naam                | Jupiler League | Jupiler League | KNVB beker | KNVB beker  | Totaal     | Totaal      |
| #      | Naam                | Kreeg geel     | Weggestuurd    | Kreeg geel | Weggestuurd | Kreeg geel | Weggestuurd |
| ------ | ------------------- | -------------- | -------------- | ---------- | ----------- | ---------- | ----------- |
| 1      | 0Steven Edwards     | 7              | 2 (1)          | 0          | 0           | 7          | 2 (1)       |
| 2      | 0Twan Smits         | 4              | 1 (1)          | 0          | 0           | 4          | 1 (1)       |
| 2      | 0Freek Thoone       | 5              | 0              | 0          | 0           | 5          | 0           |
| 4      | 0Levi Raja Boean    | 3              | 1 (1)          | 0          | 0           | 3          | 1 (1)       |
| 4      | 0Laurens Rijnbeek   | 4              | 0              | 0          | 0           | 4          | 0           |
| 4      | 0Rik Schouw         | 4              | 0              | 0          | 0           | 4          | 0           |
| 4      | 0Kay Thomassen      | 4              | 0              | 0          | 0           | 4          | 0           |
| 4      | 0Thijs Hendriks     | 3              | 0              | 1          | 0           | 4          | 0           |
| 9      | 0Nicky van de Groes | 3              | 0              | 0          | 0           | 3          | 0           |
| 9      | 0Tim Konings        | 3              | 0              | 0          | 0           | 3          | 0           |
| 9      | 0Daan Paau          | 3              | 0              | 0          | 0           | 3          | 0           |
| 9      | 0Migiel Zeller      | 3              | 0              | 0          | 0           | 3          | 0           |
| 13     | 0Nick Hengelman     | 2              | 0              | 0          | 0           | 2          | 0           |
| 13     | 0Jop van Steen      | 2              | 0              | 0          | 0           | 2          | 0           |
| 13     | 0Kürşad Sürmeli     | 2              | 0              | 0          | 0           | 2          | 0           |
| 13     | 0Tim Verhoeven      | 2              | 0              | 0          | 0           | 2          | 0           |
| 17     | 0Remon van Bochoven | 1              | 0              | 0          | 0           | 1          | 0           |
| 17     | 0Tim Sanders        | 1              | 0              | 0          | 0           | 1          | 0           |
| Totaal | Totaal              | 56             | 4 (3)          | 2          | 0           | 58         | 4 (3)       |